# Bake Off Argentina
Bake Off Argentina, El gran pastelero es un concurso-reality show argentino de pastelería emitido por Telefe y producido por WarnerMedia Argentina basado en el programa británico The Great British Bake Off. La primera temporada del reality se estrenó en abril de 2018 y finalizó en junio del mismo año, con Gastón Salas como ganador. En 2020 se estrenó una segunda temporada, la cual se estrenó en marzo y culminó en julio de ese mismo año, con Damían Pier Basile consagrándose como ganador, tras la descalificación de Samanta Casais.
En las dos primeras temporadas, la conducción del programa estuvo a cargo de Paula Chaves y contó con un jurado conformado por Christophe Krywonis, Damián Betular y Pamela Villar. La filmación de la primera temporada tuvo lugar en Benavidez y la segunda en Pilar, ambos municipios de la provincia de Buenos Aires.
En julio de 2021, Telefe confirmó la tercera temporada que se estrenó el 13 de septiembre del mismo año, y sigue bajo la conducción de Paula Chaves. Asimismo se confirmó que en esta nueva edición el jurado estará conformado por Damián Betular, Pamela Villar y la nueva incorporación de Dolli Irigoyen quien será reemplazo de Christophe Krywonis. Esta tercera edición finalizó el 8 de noviembre del mismo año con Carlos Martinic consagrándose como ganador.
En 2024, se confirmó que Telefe produciría Bake Off Famosos Argentina, una nueva temporada con participantes famosos, conducida por Wanda Nara, en reemplazo de Paula Chaves, conductora de las tres temporadas del formato con pasteleros amateurs desconocidos. El jurado estará compuesto por Damián Betular, el regreso de Christophe Krywonis, después de su ausencia en la tercera temporada, y la incorporación de Maru Botana.

## Formato
El programa se emite en un formato semanal, donde en cada programa un participante es eliminado. Consiste en dos pruebas semanales, un desafío técnico y un desafío creativo. En cada uno de ellos los participantes son evaluados por el jurado y, en función de los resultados obtenidos, deciden quién es el pastelero estrella de la semana y quién debe abandonar la competencia.
- Desafío Creativo: El jurado le da a los participantes una consigna general sobre qué tipo de preparación deben elaborar.
- Desafío Técnico: En este desafío se evalúa la técnica de los participantes, brindándoles una receta específica que deben reproducir con la mayor exactitud posible. En este caso, el jurado prueba las preparaciones sin saber quién las elaboró y clasifica a los participantes.

## Equipo
| Paula Chaves        | Conductora | Conductora   | Conductora   |
| Damián Betular      | Jurado     | Jurado       | Jurado       |
| Pamela Villar       | Jurado     | Jurado       | Jurado       |
| Christophe Krywonis | Jurado     | Jurado       |              |
| Dolli Irigoyen      |            |              | Jurado       |
| Lizardo Ponce       |            | Host digital |              |
| Dani La Chepi       |            |              | Host digital |

## Resumen
| Temporada | Estreno                  | Final                  | Participantes | Ganador            | 2.º puesto         | 3.º puesto   | Semifinalista/s                  | Rating promedio |
| --------- | ------------------------ | ---------------------- | ------------- | ------------------ | ------------------ | ------------ | -------------------------------- | --------------- |
| 1         | 8 de abril de 2018       | 24 de junio de 2018    | 12            | Gastón Salas       | Hernán Lambertucci | Elsa Cáceres | Julia Debicki                    | 13.8            |
| 2         | 1 de marzo de 2020       | 5 de julio de 2020     | 14            | Damián Pier Basile | —                  | Agustina Guz | Agustina Fontenla                | 10.7            |
| 3         | 13 de septiembre de 2021 | 8 de noviembre de 2021 | 14            | Carlos Martinic    | Facundo Tarditti   | —            | Emiliano Dibernardi Kalia Manzur | 14.1            |

## Temporadas

### Primera temporada: 2018
En la primera temporada de Bake Off Argentina, doce pasteleros pusieron a prueba sus habilidades para la pastelería, mientras competían para ser nombrados como el mejor pastelero amateur de la Argentina. Cada semana, los pasteleros se enfrentaban en dos desafíos con una temática en particular. 
La temporada se emitió desde el 8 de abril de 2018 hasta el 24 de junio de 2018, siendo Gastón Salas el primer ganador y Hernán Lambertucci, el subcampeón. Contó con 11 episodios en total.
| Nombre                 | Nombre             | Procedencia | Edad                               | Ocupación      | Resultado |
| ---------------------- | ------------------ | ----------- | ---------------------------------- | -------------- | --------- |
| Gastón Salas           | Comodoro Rivadavia | 19          | Estudiante                         | Ganador        |           |
| Hernan Lambertucci     | Rosario            | 37          | Lic. en Administración de Empresas | 2.º lugar      |           |
| Elsa Cáceres           | Villa Rumipal      | 66          | Ama de casa                        | 3.ª finalista  |           |
| Julia Debicki          | Wilde              | 19          | Maquilladora                       | Semifinalista  |           |
| Gonzalo Mampel         | Rosario            | 28          | Abogado                            | 8.º eliminado  |           |
| Agostina Chinelli      | San Isidro         | 23          | Estudiante y actriz                | 7.ª eliminada  |           |
| Gabriel Rojas          | Lomas de Zamora    | 26          | Operario de fábrica                | 6.º eliminado  |           |
| Fabián Omar Fusca      | San Justo          | 44          | Sacerdote                          | 5.º eliminado  |           |
| Marcela Piazzese       | Villa Crespo       | 52          | Docente                            | 4.ª eliminada  |           |
| Candela Dalle Palle    | Caballito          | 41          | Empleada Administrativa            | 3.ª eliminada  |           |
| Lorena González Gálvez | Córdoba            | 35          | Militar                            | 2.ª eliminada  |           |
| Juan Cruz Raia         | Ramos Mejía        | 26          | Empleado                           | 1.er eliminado |           |

### Segunda temporada: 2020
En la segunda temporada de Bake Off Argentina, catorce pasteleros amateurs pusieron a prueba sus habilidades para la pastelería, mientras compitieron para ser nombrados como el mejor pastelero amateur de la Argentina. Cada semana, los pasteleros se enfrentaban en dos desafíos con una temática particular. Se estrenó el 1 de marzo de 2020 y finalizó el 5 de julio de 2020, y contó con un total de 18 episodios. Por primera vez, se incluyó un repechaje donde tres participantes volvieron al concurso.
En un primer momento la ganadora fue Samanta Casais, tal como se emitió en el capítulo final del concurso. Pero debido a que la participante infringió el reglamento del concurso y fue descubierta en redes sociales mostrando sus trabajos en pastelería y participaciones en otros programas de televisión donde se la presentaba como pastelera profesional, la producción de Turner y Telefe debieron grabar una nueva introducción y final del último programa, donde descalificaron a Samanta. Una vez quedado vacante el primer puesto,  Damián Pier Basile fue consagrado como el ganador.
| Nombre             | Nombre                | Procedencia | Edad                       | Ocupación            | Resultado |
| ------------------ | --------------------- | ----------- | -------------------------- | -------------------- | --------- |
| Damián Pier Basile | Rosario               | 30          | Empleado de comercio       | Ganador              |           |
| Samanta Casais     | San Telmo             | 29          | Empleada administrativa    | Descalificada        |           |
| Agustina Guz       | Ramos Mejía           | 30          | Sommelier                  | 3.ª finalista        |           |
| Agustina Fontenla  | San Antonio Oeste     | 30          | Abogada                    | Semifinalista        |           |
| Angelo Pedrazzoli  | Gualeguay             | 19          | Estudiante                 | 13.º eliminado       |           |
| Gerardo Domínguez  | Mendoza               | 42          | Empleado administrativo    | 12.º / 6.º eliminado |           |
| Carolina Tannoni   | San Miguel de Tucumán | 26          | Est. de educación especial | 11.ª / 7.ª eliminada |           |
| Sonia Berwanger    | Corrientes            | 51          | Técnica en turismo         | 10.ª eliminada       |           |
| Marcos Perren      | Florida               | 19          | Emprendedor                | 9.º / 8.º eliminado  |           |
| Martina Di Saia    | Ushuaia               | 23          | Estudiante                 | 5.ª eliminada        |           |
| Raquel Zanewczyk   | Burzaco               | 38          | Empleada administrativa    | 4.ª eliminada        |           |
| Gabriel Maceiras   | General Pacheco       | 49          | Empleado administrativo    | 3.º eliminado        |           |
| Rita Piacentini    | Recoleta              | 64          | Jubilada                   | 2.ª eliminada        |           |
| Leandro Molina     | Caballito             | 34          | Encargado de hostel        | 1.er eliminado       |           |

#### Descalificación de Samanta Casais
Tras repetidas acusaciones sobre la trayectoria profesional de la participante Samanta Casais, se puso en duda la imparcialidad del programa. La productora del programa, Turner International Argentina, declaró que investigarían los antecedentes profesionales de dicha participante y tomarían las medidas adecuadas en el programa final, emitido el domingo 5 de julio de 2020. Finalmente en el último programa, Samanta fue consagrada como la ganadora, sin embargo después de las imágenes del festejo junto a sus compañeros, hubo una confrontación entre los jurados y los, entonces, primer y segundo puesto. La participante negó ser pastelera profesional pero sí admitió haber trabajado en un emprendimiento familiar. Por este motivo, al haber infringido las reglas del concurso, la participante fue descalificada y se le retiró el título de mejor pastelera amateur del país y el premio de $600.000 siendo Damián Pier Basile premiado como el ganador. El cambio del primer lugar fue grabado 24 horas antes de que el programa fuera emitido. El comunicado oficial de la producción se dio a conocer ese mismo día y en el mismo se aclara que la descalificación no se debió a su trayectoria profesional sino a las «omisiones» de la misma en el formulario de ingreso al programa, que constaba con carácter de declaración jurada.
La participante Agustina Fontela falleció en junio del año 2021 a causa del COVID-19.

### Tercera temporada: 2021
En la tercera temporada de Bake Off Argentina, catorce pasteleros pondrán a prueba sus habilidades para la pastelería, mientras compiten para ser nombrados como el mejor pastelero amateur de la Argentina. Cada semana, de lunes a jueves, los pasteleros se enfrentarán en desafíos con una temática en particular, los lunes el desafío será creativo, los martes un desafío técnico, los miércoles un desafío múltiple y los jueves un desafío sorpresa, y posteriormente el domingo la gala de eliminación.
| Nombre                   | Nombre                             | Procedencia Residencia | Edad                    | Ocupación      | Resultado |
| ------------------------ | ---------------------------------- | ---------------------- | ----------------------- | -------------- | --------- |
| Carlos Martinic          | Río Grande, Tierra del Fuego       | 29                     | Docente de primaria     | Ganador        |           |
| Facundo Tarditti         | Altos de Chipión, Córdoba          | 25                     | Estudiante              | 2.° lugar      |           |
| Kalia Manzur             | Comodoro Rivadavia, Chubut         | 52                     | Profesora de pintura    | Semifinalista  |           |
| Emiliano Dibernardi      | Capitán Sarmiento, Buenos Aires    | 21                     | Empleado administrativo | Semifinalista  |           |
| Gisela Rossitto          | Rosario, Santa Fe                  | 31                     | Estudiante              | 10.ª eliminada |           |
| Ximena Alfaro            | Mar del Plata, Buenos Aires        | 20                     | Estudiante              | 9.ª eliminada  |           |
| Hernán Canalini          | La Plata, Buenos Aires             | 35                     | Arquitecto              | 8.° eliminado  |           |
| Paula Paternoster        | Villa Luro, Ciudad de Buenos Aires | 29                     | Empleada administrativa | 7.ª eliminada  |           |
| Gino Minnucci            | Pérez Millán, Buenos Aires         | 22                     | Estudiante              | 6.° eliminado  |           |
| Silvina Santarelli       | Hudson, Buenos Aires               | 41                     | Contadora               | 5.ª eliminada  |           |
| Gianlucca Ferrari Avella | Caballito, Ciudad de Buenos Aires  | 19                     | Estudiante              | 4.° eliminado  |           |
| Celeste Hernández        | Martínez, Buenos Aires             | 34                     | Licenciada en turismo   | 3.ª eliminada  |           |
| Belén Pérez              | Los Polvorines, Buenos Aires       | 31                     | Docente                 | 2.ª eliminada  |           |
| Gabriel Amato            | Berisso, Buenos Aires              | 52                     | Taxista                 | 1.er eliminado |           |

## Premios y nominaciones
| Lista de premios y nominaciones | Lista de premios y nominaciones | Lista de premios y nominaciones      | Lista de premios y nominaciones | Lista de premios y nominaciones | Lista de premios y nominaciones | Lista de premios y nominaciones |
| Año                             | Ceremonia de premiación         | Categoría                            | Nominado/a (s)                  | Resultado                       | Ref(s)                          |                                 |
| ------------------------------- | ------------------------------- | ------------------------------------ | ------------------------------- | ------------------------------- | ------------------------------- | ------------------------------- |
| 2019                            | Premios Martín Fierro           | Mejor reality                        | Bake Off Argentina              | Nominado                        | [ 24 ]                          |                                 |
| 2020                            | Produ Awards                    | Mejor formato extranjero no guionado | Bake Off Argentina              | Nominado                        | [ 25 ]                          |                                 |
| 2021                            | Premios Martín Fierro           | Mejor reality                        | Bake Off Argentina              | Nominado                        | [ 26 ]                          |                                 |